# Усуббеков, Насиб-бек Юсиф оглы
Насиб бек Юсиф бек оглы Юсифбейли (Усуббеков) (азерб. Nəsib bəy Yusif bəy oğlu Yusifbəyli (Usubbəyov); 5 июля 1881, Елизаветполь — 31 мая 1920, Кюрдамир) — азербайджанский государственный деятель, просветитель и публицист. Занимал должности министра внутренних дел, финансов и председателя Совета Министров Азербайджанской Демократической Республики (14 марта 1919 — 30 марта 1920).

## Биография
Насиб-бек Усуббеков родился в 1881 году в Елизаветполе (ныне Гянджа) в семье бека. Окончил школу-гимназию в Елизаветполе, после чего поступил на юридический факультет Новороссийского университета в Одессе в 1902 году. Но образование в университете так и не закончил. Стал одним из руководителей организации азербайджанских студентов — «Соотечественники». Позже уехал в Бахчисарай, где познакомился с Исмаилом Гаспыралы. Тут у него складываются отношения с его дочерью Шефика ханым Гаспыралы. Вследствие активизации студенческого движения университет был закрыт, и в 1905 году Усуббеков в Елизаветполе стал одним из основателей организации «Дифаи».

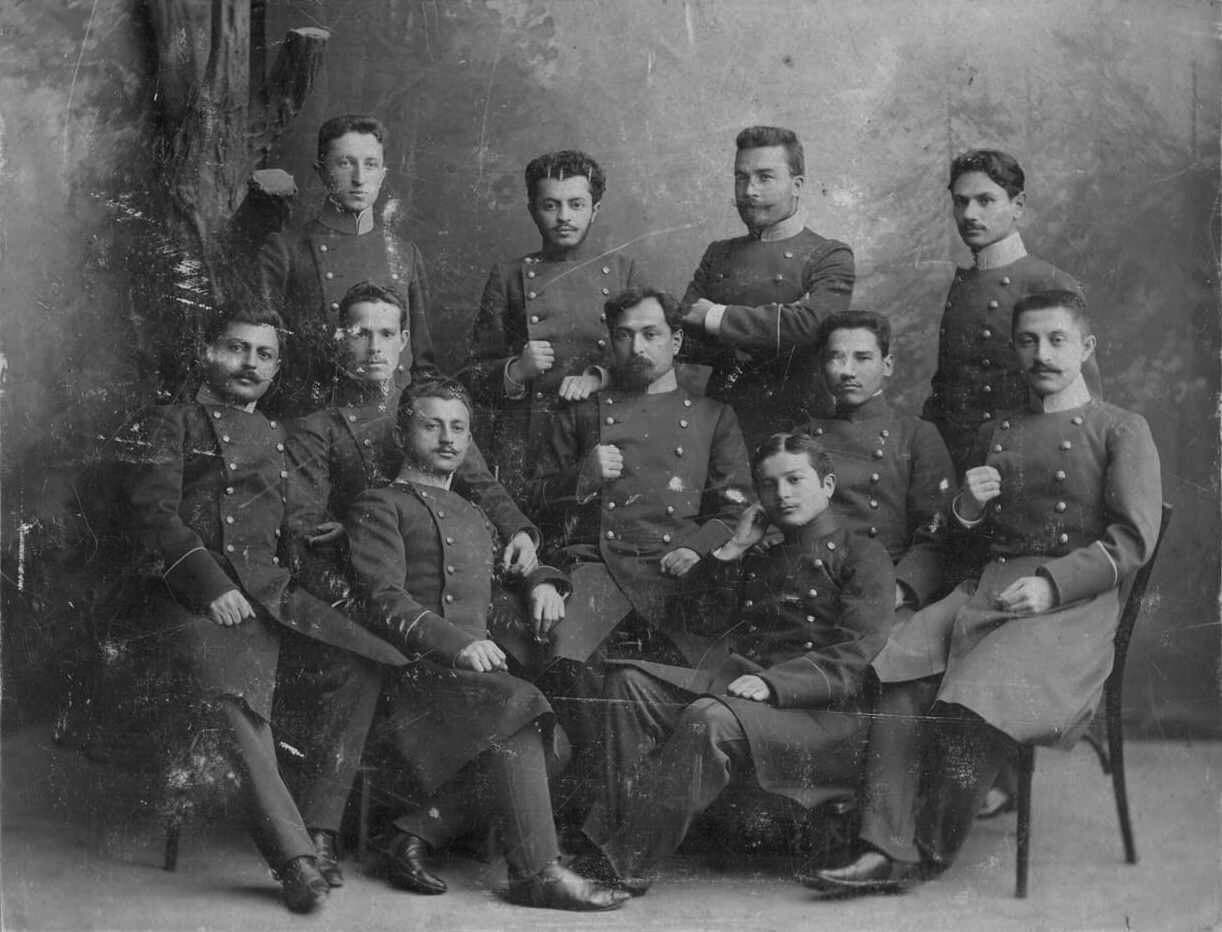
Насиб-бек Усуббеков (сидит первый справа) среди студентов Новороссийского университета, 1904 год

После революции 1905—1907 годов в России переехал в Бахчисарай, где помогал Исмаилу Гаспринскому в публикации газеты «Тарджуман»; женился на дочери Гаспринского — Шефике. После младотурецкой революции в 1908 году, преследуемый полицией, выехал в Турцию. В следующем году вернулся в Елизаветполь, работал в органах городского управления, занимался публицистической, культурно-просветительской и благотворительной деятельностью.

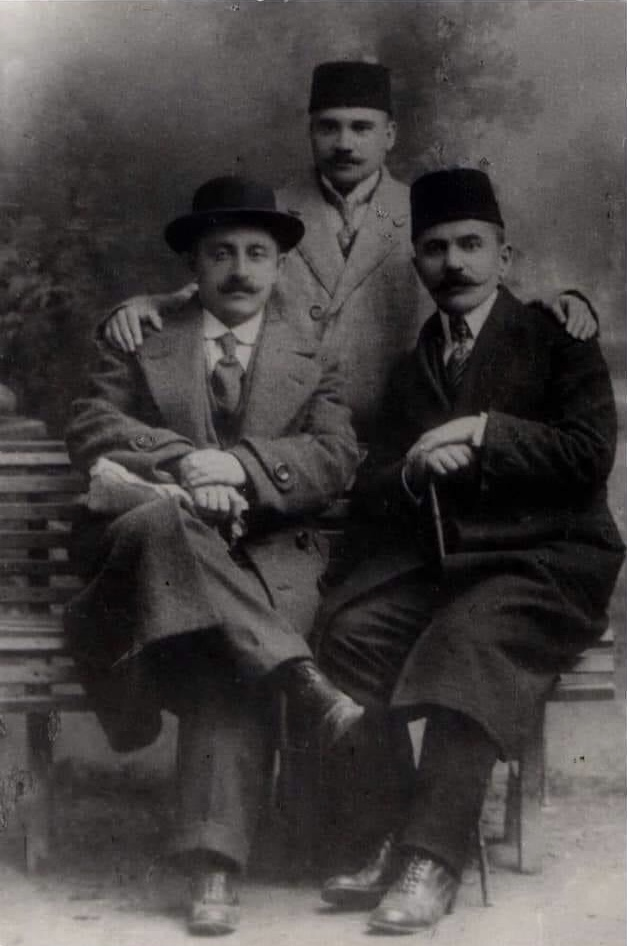
Сидят: Асан Сабри Айвазов и Насиб-бек Усуббеков (слева)
Стоит: Осман Нури Акчокраклы

### Тюркская партия децентрализации
Новый, наиболее значимый этап биографии Усуббекова приходится на годы после Февральской революции в России. Вместе с группой единомышленников в начале 1917 года он создал в Елизаветполе, которому вскоре было возвращено прежнее название Гянджа, «Тюркскую Партию Децентрализации», также известную как «Партия Федералистов». Как представитель Гянджи, а затем и партии, участвовал в мусульманских съездах в Баку и Москве. Здесь он стал сторонником такого решения национального вопроса, при котором тюркским народам России предоставлялась бы национально-территориальная автономия в составе единого государства.
Это положение и легло в основу программного документа Тюркской партии федералистов, возглавляемой Усуббековым. Это же убеждение разделял лидер партии Мусават Мамед Эмин Расулзаде, что и привело к мысли об объединении двух партий.
20 июня 1917 года эти партии слились в одну организацию, получившую название Тюркской партии федералистов Мусават. Как и другие члены партии, он не признал законность прихода большевиков к власти. Был выдвинут в числе других кандидатом в члены Учредительного собрания России, куда и был избран от Закавказского избирательного округа по списку № 10 — Мусульманский национальный комитет и Мусават.
Разгон Учредительного Собрания большевиками положил конец сомнениям в возможности при большевистской власти установления в России парламентской системы. Это вынудило депутатов от Южного Кавказа заявить о непризнании власти большевиков и создании собственной региональной власти — Закавказского сейма. Места в этом региональном парламенте были распределены между различными, в основном национальными партиями. Второй по численности фракцией в Сейме стала фракция партии Мусават. Руководителем фракции был утвержден М. Э. Расулзаде, а одним из двух его заместителей стал Н.Усуббеков.
В правительстве Закавказской Федерации Усуббеков занял место министра просвещения. Но идея конфедеративного закавказского государства просуществовала недолго. 27 мая 1918 года на чрезвычайном заседании бывших членов — мусульман Закавказского сейма был создан Национальный совет Азербайджана, в состав которого вошёл и Насиб бек Усуббеков. В конце мая 1918 года было провозглашено создание трёх независимых государств: Азербайджана, Армении и Грузии. 28 мая было создано первое азербайджанское правительство. Насиб-бек в этом правительстве получил посты министра финансов, министра народного просвещения и по делам вероисповеданий. Усуббеков был горячим сторонником немедленного после провозглашения независимости заключения военного сотрудничества с Турцией.
Он говорил: «Анархия столь грандиозного размера, которая имеется не у нас, у азербайджанских тюрков, но и на всей территории Закавказья, не может быть подавлена нашими собственными силами; положение ещё больше усугубляется тем, что с востока наступают большевики в союзе с нашими вековыми врагами, неся с собою разорение и окончательную гибель тюркскому народу. При таком положении вещей, при нашей беззащитности нет другого исхода, как обратиться к иностранному вмешательству. В данном случае мы можем быть благодарны тому счастливому стечению обстоятельств, что внешней силой, долженствующей явиться сюда, будет дружественная и братская нам сила — Турция… Настало время, когда наша делегация должна идти в Батум и от имени тюрков Восточного Закавказья просить помощи у Оттоманской империи. Но при всем этом никогда не надо упускать из виду идею самостоятельного существования свободного Азербайджана».
Усуббеков выступил категорически против планов клерикальных кругов включить Азербайджан в состав Османской империи. Имея в виду сторонников лишения Азербайджана независимости, он говорил: «Эти личности хотят пользоваться нашими правами… Я должен заявить, что буду первым защитником независимости против всяких покушений».

### На посту главы правительства

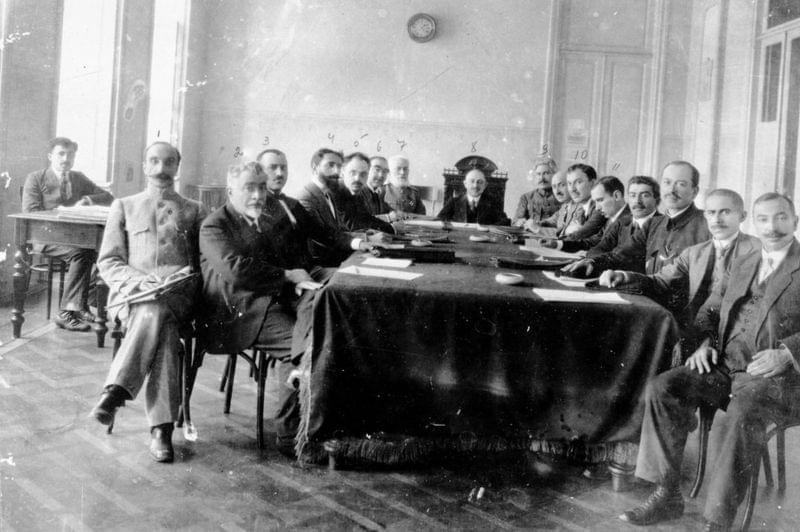
Усуббеков (в центре) во главе Совета Министров АДР

Насиб-бек предложил заново сформировать кабинет министров и сумел убедить в этом колеблющихся. Во втором кабинете, созданном в июне 1918 года, он занял пост министра народного просвещения и по делам вероисповеданий. Эту должность он занял и при образовании третьего кабинета в декабре 1918 года. После этого Н.Усуббеков занимал должность премьера с апреля 1919 до марта 1920 года, возглавляя четвёртый, а вслед за этим и пятый кабинеты, в составе которых он по совместительству исполнял и обязанности министра внутренних дел. Приступая к исполнению обязанностей руководителя правительства, Насиб-бек огласил декларацию, подчеркнув, что основной задачей кабинета является обеспечение устойчивости власти. В числе важнейших проблем для правительства он назвал обеспечение территориальной целостности страны, налаживание отношений с соседними государствами. Подчеркивалась необходимость обеспечения прав национальных меньшинств, выработка законов, гарантирующих права рабочих, разработка законопроекта об обязательном всеобщем образовании, решение аграрного вопроса. Усуббеков провозгласил курс на установление экономических связей с Советской Россией.

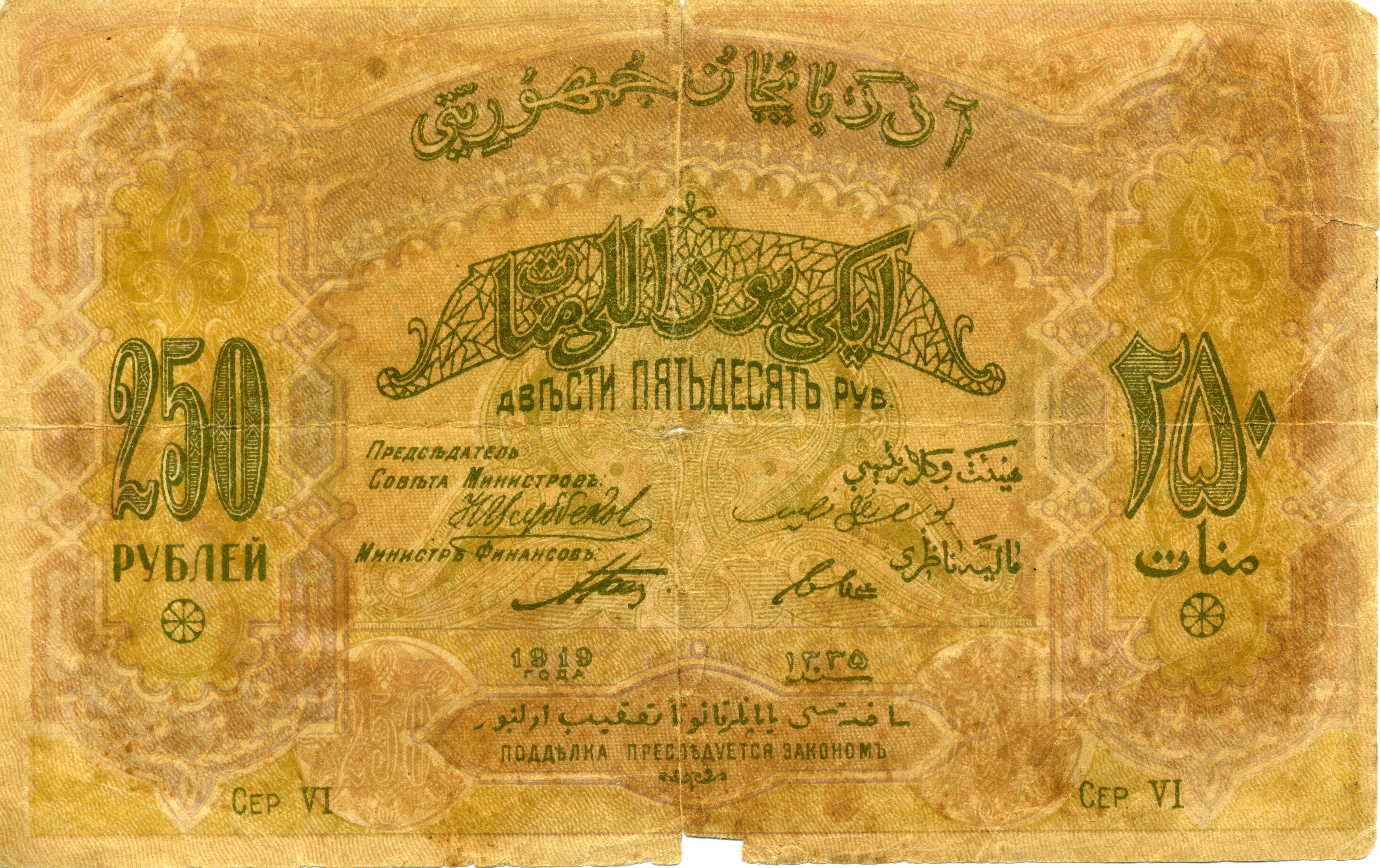
Купюра 250 рублей Банка Азербайджанской республики, 1919. С подписью Н. Усуббекова

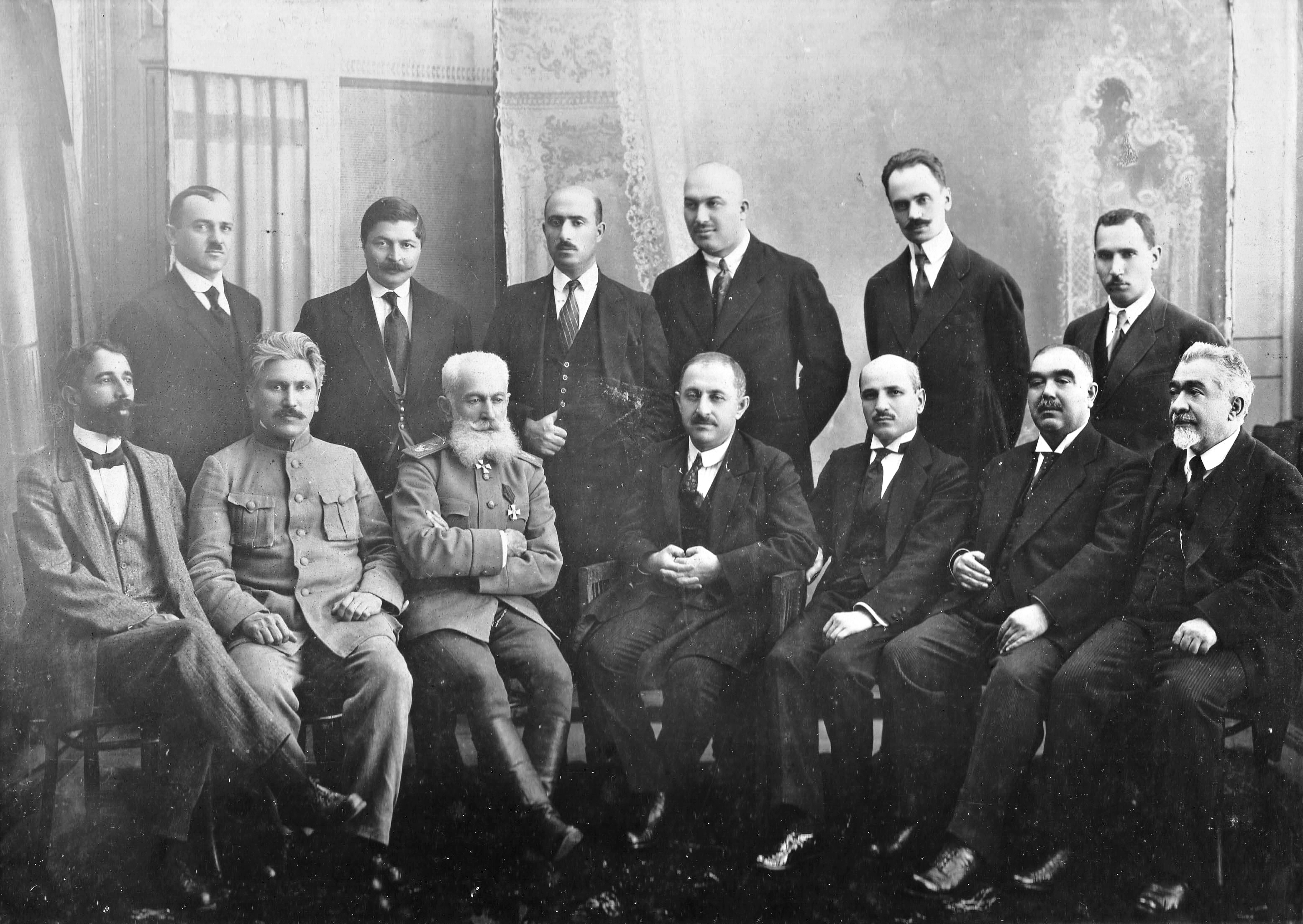
Усуббеков (сидит в центре) в составе кабинета министров АДР IV-го состава. Декабрь 1919

Деятельность Усуббекова на посту главы правительства проходила в весьма сложное время. Главная опасность исходила от сепаратистских сил. Попытки Армении отторгнуть части азербайджанской территории, усилия большевистской России спровоцировать мятеж молоканского населения на юге страны потребовали мобилизации всех возможностей молодой республики. Проявленная кабинетом Усуббекова решительность позволила ликвидировать авантюру на юге.
Стремление договориться с армянской стороной мирным путём долго не приносило результата. Тогда были использованы вооружённые силы, что позволило подавить мятеж в Карабахе.
Отношения с Грузией были налажены в результате заключения военного соглашения.
В бытность Усуббекова премьером были налажены отношения со многими европейскими государствами. В январе 1920 года Верховный Совет Антанты признал независимость Азербайджана де-факто. Большая работа проводилась кабинетом Усуббекова по разработке рабочего и аграрного законодательства. Однако деятельность кабинета Усуббекова постоянно сталкивалась с препятствиями, исходящими от внутренних и внешних сил. Серьёзные проблемы исходили от оппозиционных партий.
Одно из необоснованных обвинений привело к обращению Усуббекова 13 сентября 1919 года к руководству парламента с просьбой освободить его от обязанностей руководителя правительства. Тогда Усуббеков сохранил свой пост.
Но в марте 1920 года отставка была принята. Разразился правительственный кризис, который так и не был решен. А 28 апреля в результате агрессии Азербайджан был оккупирован частями 11 Красной Армии.

### Гибель
В мае 1920 года Насиб-бек Усуббеков был убит бандитами в одном из уездов страны.

## Семья
Насиб-бек был женат на дочери известного крымскотатарского просветителя Исмаила Гаспринского — Шефике ханум.